# Arbois (AOC)
‌
Pour les articles homonymes, voir Arbois (homonymie).
L’arbois est un vin d'appellation d'origine contrôlée produit autour de la ville d'Arbois dans le vignoble du Jura et le département du Jura.
Le vignoble couvre une superficie d'un peu moins de 800 hectares, soit 40 % du vignoble jurassien. Il s'étend sur les communes d'Abergement-le-Grand, d'Arbois, Les Arsures, Les Planches-près-Arbois, Mathenay, Mesnay, Molamboz, Montigny-lès-Arsures, Pupillin (cette commune a droit à une dénomination géographique complémentaire à son nom), Saint-Cyr-Montmalin, Vadans et Villette-lès-Arbois dans le département du Jura.

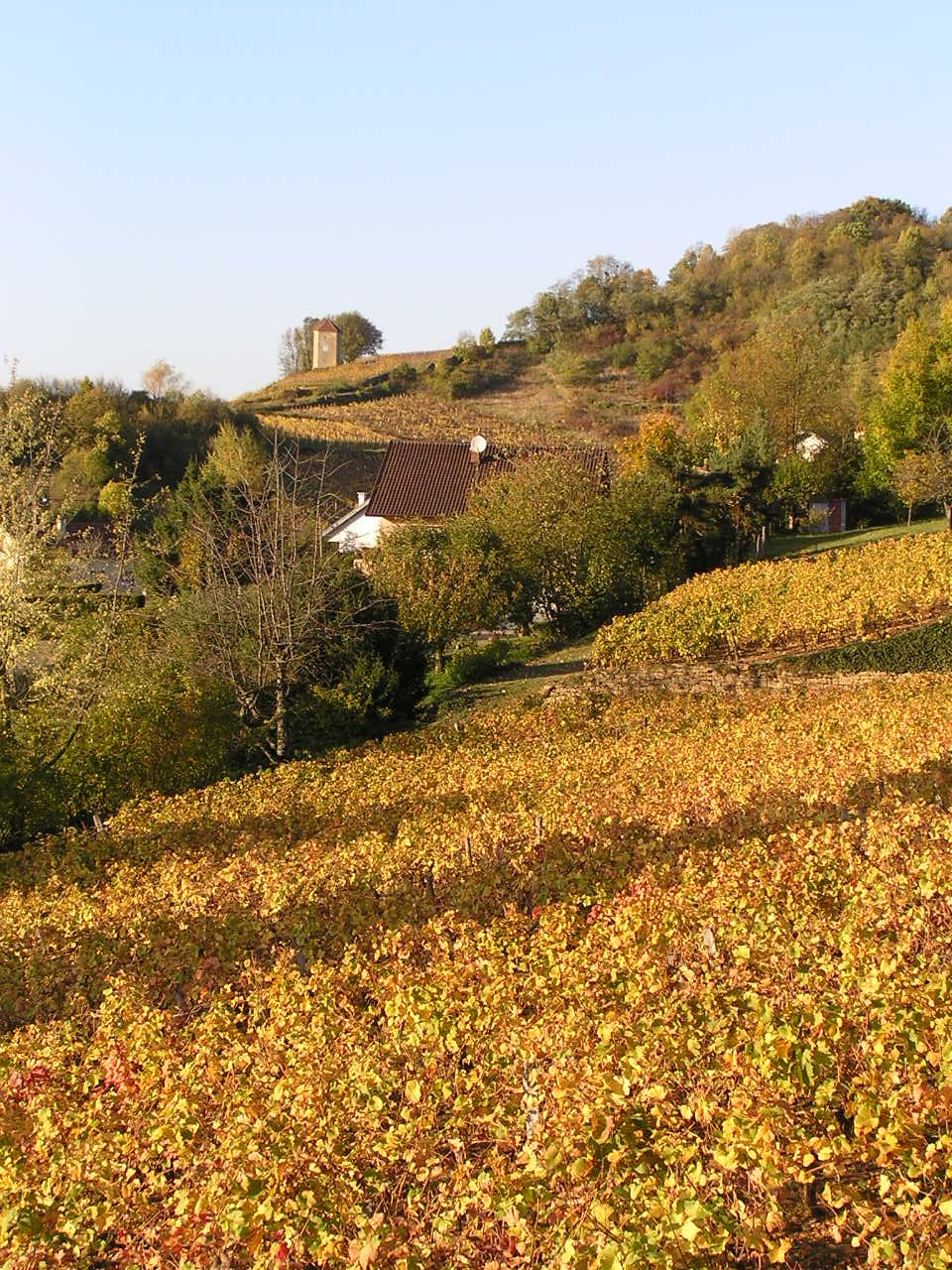
Vignoble automnal de l'appellation arbois.

## Histoire

### Depuis le Moyen-Âge
Le vin d'Arbois jouissait déjà d'une grande réputation au XIIIe siècle. En 1285, lors du tournoi de Chauvency, le comte de Chiny sert du vin d'Arbois à ses invités. Cette mention apparaît dans le récit du trouvère Jacques Bretel, qui indique avoir bu ce vin en compagnie d'Henri de Briey.
Au début du XIVe siècle, on trouve également des traces de l'achat de vin d'Arbois dans les comptes de Mahaut d'Artois, qui en fait provision pour sa cour.

### Inscription en AOC
L'histoire du vin d'Arbois prend un tournant décisif en 1935 lorsque Joseph Girard, vigneron influent d'Arbois, est chargé de représenter le dossier du vignoble au Comité national des appellations d'origine (CNAO). C'est dans ce cadre que la loi du 30 juillet 1935, qui établit les appellations d'origine contrôlée (AOC), est adoptée.
L'arbois obtient la reconnaissance officielle le 15 mai 1936 en concomitance avec le châteauneuf-du-pape, le cognac, le tavel, le cassis et le montbazillac,.
De nombreux articles de journaux et documents indiquent qu'arbois est la première AOC française. Cela provient du fait que le 15 mai 1936, les six premiers décrets relatifs à la définition d’appellations contrôlées sont publiés par le ministère de l'Agriculture au JORF. L'ordre alphabétique plaçant Arbois en tête des publications, cela a conduit à dire qu'arbois est bien la première publication d'appellation contrôlée en France. Cet élément est parfois présenté comme une anecdote historique.
Le cahier des charges a été dernièrement modifié en octobre 2009, en septembre 2011 et septembre 2022.

## Vignoble
L'aire d'appellation se situe sur les communes d'Abergement-le-Grand, d'Arbois, Les Arsures, Les Planches-près-Arbois, Mathenay, Mesnay, Molamboz, Montigny-lès-Arsures, Pupillin, Saint-Cyr-Montmalin, Vadans et Villette-lès-Arbois.
La dénomination géographique complémentaire « Pupillin » peut être rajoutée au nom de l'appellation (arbois-pupillin) ; seuls les vins produits sur cette commune particulière y ont droit.
Selon les Douanes, la superficie revendiquée en 2023 sous l'appellation est de 779 hectares, dont 448 en arbois blanc, 226 en arbois rouge, 12,23 en arbois vin de paille, 3,36 en arbois rosé, 45,63 en arbois-pupillin blanc, 30,56 en arbois-pupillin rouge et 13,93 en arbois-pupillin vin de paille.

### Encépagement
L'arbois blanc peut être produit avec les cépages autorisés suivants :
- comme cépages principaux, le chardonnay B[2] et le savagnin B ;
- comme cépages accessoires, le pinot noir N, le poulsard N (appelé localement ploussard) et le trousseau N ; les variétés aligoté B, chenin B, enfariné N, marsanne B, roussanne B et sacy B peuvent être autorisés, sous réserve d'un accord de l'INAO et du CIVJ (le Comité interprofessionnel des vins du Jura).

l'arbois rouge est issu des cépages suivants :
- comme cépages principaux, le pinot noir N, le poulsard N et trousseau N ;
- comme cépages accessoires, le chardonnay B et le savagnin B ; les variétés béclan N, enfariné N, franc noir de la Haute-Saône N et gamay N sont sous réserve d'un accord.

Les vins de paille sont limités au chardonnay B, poulsard N, savagnin B et trousseau N. Les vins jaune sont faits avec du savagnin B (l'enfariné N est sous réserve d'un accord).

### Rendements
Le rendement maximum autorisé par le cahier des charges est de 60 hectolitres par hectare en blanc, 55 en rouge ou rosé et 20 pour les vins de paille ; le rendement butoir est de 78 hl/ha en blanc et de 66 en rouge ou rosé. Le rendement déclaré en 2023 a été en moyenne de 59 hl/ha en blanc, 56 hl/ha en rouge et 13 hl/ha pour le vin de paille ; pour l'arbois-pupillin, il a été de 73 en blanc et de 76 en rouge.

## Vins
Les vins de l'appellation ont droit, sous certaines conditions de production, à les dénomination géographique « Pupillin » (si produit sur cette commune), ainsi qu'aux mentions « vin de paille » (grappes récoltées manuellement par tries sélectives, puis mis à sécher) et « vin jaune ».
La production déclarée en 2023 a été d'un total de 45 168 hectolitres (un hectolitre = 100 litres = 133 bouteilles de 75 cl), dont 26 390 hl de blanc, 12 754 hl de rouge, 216 hl de rosé et 161 hl de vin de paille ; pour l'arbois-pupillin, se rajoutent 3 319 hl de blanc, 2 328 hl de rouge et 21,5 hl de vin de paille.

### Vins rouges
L'appellation est reconnue pour ses arbois rouges, issus des cépages trousseau, poulsard et pinot noir. Le trousseau est un cépage typiquement jurassien, qui donne des vins charpentés, avec une robe intense et des arômes de fruits rouges mûrs et d'épices. Ces vins ont beaucoup de corps et un bon potentiel de garde, souvent jusqu'à 10 ans dans de bonnes conditions. Le poulsard, également typique de la région, produit des vins plus légers, délicats, avec une robe claire qui prend une teinte « pelure d'oignon » en vieillissant. Ses arômes sont dominés par des notes de fruits rouges frais comme la fraise et la groseille. Ce vin, plus fragile, se consomme généralement dans les trois à cinq ans après la mise en bouteille. Enfin, le pinot noir, plus connu dans des régions comme la Bourgogne, est également utilisé dans certains assemblages ou seul. Il donne des vins élégants, fins et complexes, avec des arômes de fruits rouges et des épices, et se garde généralement entre cinq et sept ans.

### Vins blancs
Les arbois blancs proviennent des cépages chardonnay, savagnin, et, plus rarement, pinot blanc et melon à queue rouge. Le Chardonnay est vinifié dans différents styles, des vins jeunes et vifs aux vins plus complexes après un élevage en fût, avec des arômes de pomme, de poire, de noisette et parfois de beurre. Le Savagnin, souvent vinifié en blanc sec, donne des vins puissants et aromatiques, avec des notes de noix, de pomme verte et de minéralité. Les vins blancs peuvent généralement se garder de trois à cinq ans.

### Vins jaunes
Le vin jaune est issu exclusivement du cépage savagnin. Ce vin est unique par son mode de vinification, qui implique un élevage sous voile de levures pendant un minimum de 6 ans et 3 mois, sans ouillage (remplissage des fûts). Le vin développe ainsi des arômes caractéristiques de noix, d'épices et de fruits secs. Le vin jaune se conserve dans des clavelins de 62 cl, des bouteilles spécifiques à ce vin. Ce type de vin peut se conserver plusieurs décennies, voire jusqu'à 100 ans dans des conditions optimales.

### Vins de paille
Le vin de paille est produit à partir des cépages savagnin, chardonnay, poulsard ou trousseau. Les raisins, récoltés manuellement, sont ensuite séchés sur des claies pendant plusieurs mois pour concentrer leurs sucres. Cela permet de produire un vin doux, riche en arômes de fruits confits, de miel et de caramel. Ce vin titrant généralement autour de 14,5 % vol. est rare et précieux, et peut se conserver jusqu'à 20 ans,.

## Autour du vignoble d'Arbois
Certaines bouteilles anciennes portent sur leur étiquette le dicton : « Le vin d'Arbois, plus on en boit, plus on va droit ! », supprimé ensuite par l'application de la loi Évin.
Une vieille chanson, le Tourdion, célèbre également les vins d'Arbois. Ce chant à boire, qui date du XVIe siècle, mentionne le vers : « Je bois anjou ou arbois ». Cette chanson est encore reprise dans des contextes festifs et met en valeur la convivialité autour du vin d'Arbois.